# 位寄和久
位寄 和久（いき かずひさ、? - 2021年8月16日）は、建築計画や都市計画、ファシリティマネジメントを専門とした日本の建築学者。
1976年に早稲田大学理工学部を卒業して、早稲田大学大学院理工学研究科建設工学専攻に進んだ。大学院生だった1978年には、久保幸夫とともに、地理情報グラフィックシステム ALIS を開発した。1983年に「施設配置計画のための行動モデルに関する研究」により、早稲田大学より工学博士を取得し、同年に建設省建築研究所の研究員となって、1990年に主任研究員に昇任した。
1992年、熊本大学工学部建築学科に助教授として赴任し、1995年に教授に昇任して、ファシリティマネジメント (FM) 研究や、まちづくり研究などに取り組んだ。
2007年には熊本大学大学院自然科学研究科（工学系）人間環境計画学に所属することとなった。
2019年3月に最終講義をおこなって、熊本大学を退職し、名誉教授となった。
この間、2014年から熊本県都市計画審議会の委員となり、2018年からは会長となっていたが、在任中に死去した。また、熊本地区産学官連携協議会会長なども務めた。